# Xpress: Platform 13
Xpress: Platform 13 in Walibi Holland (Biddinghuizen, Provinz Flevoland, Niederlande) ist eine Stahlachterbahn vom Modell LSM Coaster des Herstellers Vekoma, die im April 2000 im damaligen Six Flags Holland als Superman The Ride eröffnet wurde. Nach der Übernahme des Parks durch Star Parks, wurde die Bahn zur Saison 2005 in Xpress umbenannt. 2011 wurde die Bahn geschlossen und im Oktober schwarz lackiert. Im Mai 2012 wurde Xpress als schwarz/weiße Bahn wiedereröffnet. Im Jahr 2013 fand eine Umthematisierung und -benennung in Xpress: Platform 13 statt.

## Geschichte
Xpress ist der einzige LSM Coaster des Herstellers mit einer Länge von 996 Metern, obwohl die Streckenführung mit den Rock ’n’ Roller Coaster-Bahnen in Walt Disney World – Disney’s Hollywood Studios und Disneyland Resort Paris – Walt Disney Studios Park fast übereinstimmt. Die Strecke wurde etwas verändert, um die höhere Geschwindigkeit zu kompensieren, die die Züge erreichen, da die Züge ohne Musik-Hardware ausgestattet und somit leichter sind.
Ursprünglich sollte die Bahn Riddler's Revenge genannt und grün lackiert werden. Da man aber feststellte, dass die Europäer zwar Batman aber nicht alle seiner Bösewichte kannten, wurde kurz vor ihrer Errichtung entschieden, dass sie ein Superman-Thema erhält. Auch heute sind noch Spuren der alten Thematisierung zu sehen. Teile der Station sind immer noch grün.

## Züge
Xpress: Platform 13 besitzt zwei Züge mit jeweils sechs Wagen. In jedem Wagen können vier Personen (zwei Reihen à zwei Personen) Platz nehmen. Als Rückhaltesystem kommen Schulterbügel zum Einsatz.

## Bilder

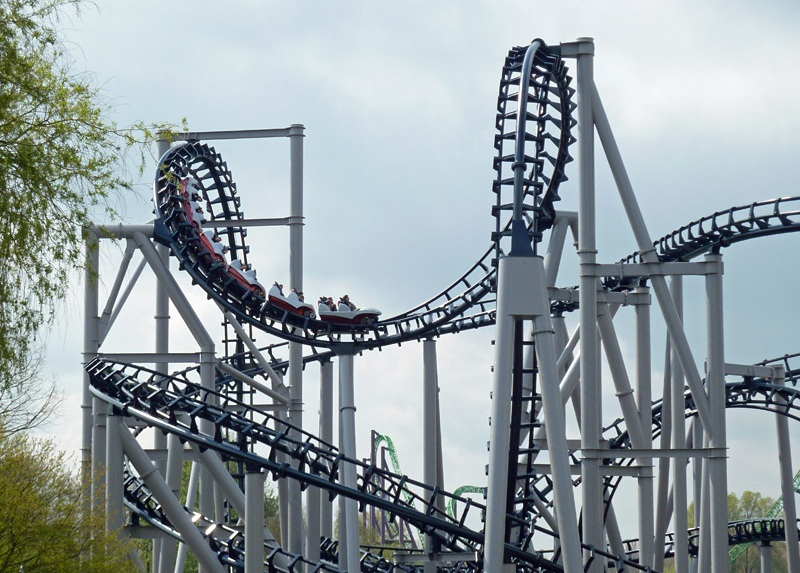
Ein Zug im Roll-Over
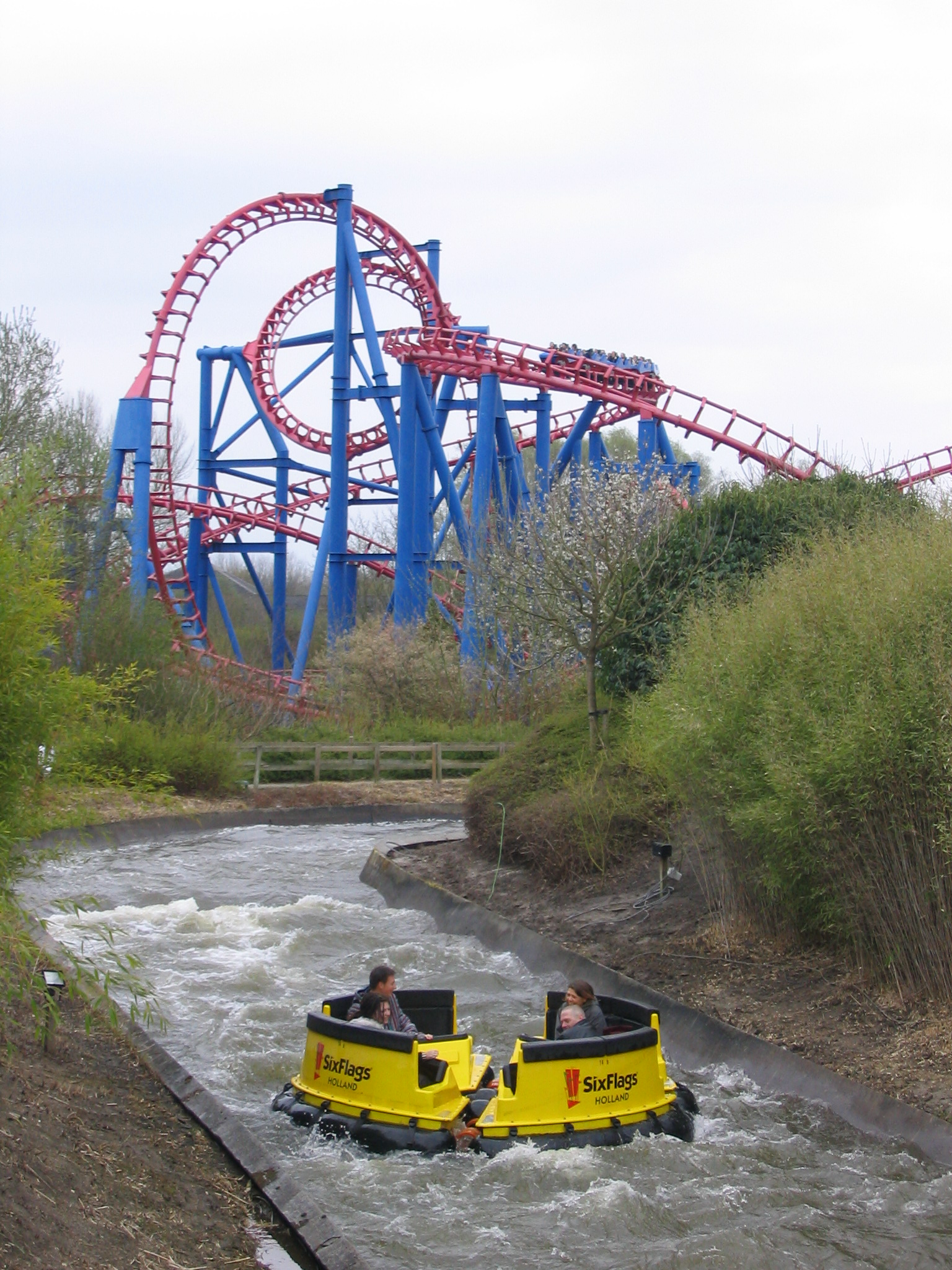
Die Achterbahn mit einem Boot des Rapid River El Rio Grande im Vordergrund
- Onridevideo von Xpress